# Andreas Viklund
Andreas Viklund, född 16 februari 1980, är en svensk webbdesigner, musikproducent, artist och internetmusikentusiast. Han bor och arbetar i Jokkmokk i Norrbottens län.
Viklund grundade The Solid Energy Crew och Lagoona, två artistprojekt som blev mycket populära på Internet under åren 1997-2004 men som inte fick något större genombrott i den kommersiella musikbranschen. Han har arbetat som webbdesigner och webmaster för ett flertal olika sajter, bland annat tjuvlyssnat.se.